# Nikołaj Nikitin
Nikołaj Nikołajewicz Nikitin (ros. Никола́й Никола́евич Ники́тин; ur. 27 lipca?/8 sierpnia 1895 w Petersburgu, zm. 26 marca 1963 w Leningradzie) – rosyjski pisarz. Należał do ugrupowania literackiego Bracia Serafiońscy (ros. Sierapionowy Bratja).

## Twórczość
- Opowiadania poświęcone życiu prowincjonalnych miast przed i po rewolucji 1917, w zbiorach: Kamni (1922), Russkije noczi (1923).;
- Powieści o walce z interweniującymi przeciwko bolszewikom wojskami obcymi 1918-1920: Było to w Kokandzie (1939, wydanie polskie 1952), Północna Aurora (1950, wydanie polskie 1953);
- Powieści współczesne: Priestuplenije Kirika Rudienko (1927).